# Kerttu Niskanen
Kerttu Niskanen (n. 13 iunie 1988, Uleåborg, Finlanda) este o schioară de fond ce a reprezentat Finlanda, medaliată olimpică. A participat la 3 ediții ale Jocurilor Olimpice (2014, 2018, 2022) în care a câștigat 3 medalii de argint.